# Илкстон (футбольный клуб)
«И́лкстон» (англ. Ilkeston Football Club) — английский футбольный клуб из одноимённого города в графстве Дербишир. Клуб был основан в 2010 году вместо расформированного клуба «Илкстон Таун». В 2017 году был расформирован.

## История
В 1894 году был основан «Илкстон Таун», наивысшим достижением которого стали два выхода во второй раунд Кубка Англии в сезонах 1997/1998 и 1999/2000.
В мае 2008 года местный миллионер Чик Уайт приобрёл клуб, что позволило приобрести футболистов, которые ещё недавно играли в Премьер-лиге. В результате всех приобретений сезон 2008/09 «Илкстон» закончил на втором месте в Премьер дивизион Северной Премьер-лиги и отправился в плей-офф за право выйти в Северную Конференцию. В первом раунде плей-офф был обыгран со счётом 4:3 «Кендал Таун», в финале состоявшемся 2 мая 2009 года перед 1794 болельщиками «Илкстон» в дополнительное время на девяносто четвёртой минуте матча вырвал победу у «Нантвич Таун» и впервые в истории вышел в Северную Конференцию.
В своем первом сезоне 2009/10 в Северной Конференции команда финишировала на восьмом месте и через сито квалификации пробилась в первой раунд Кубка Англии. В конце сезона Чик Уайт продал клуб Гари Ходдеру, который стал новым председателем правления.
Сезон 2010/11 клуб начал в Северной Конференции, но был снят с соревнований 8 сентября 2010 года, из-за долга на налоговом векселе в размере 47 тысяч фунтов стерлингов и должен был пройти процедуру банкротства, в соответствии с постановлением Верховного суда Великобритании.
Спустя два месяца после банкротства, был основан новый клуб «Илкстон». В мае 2011 года воссозданный клуб получил разрешение на участие в Первом южном дивизионе Северной Премьер-лиги. Свой первый сезон 2011/12 «Илкстон» завершил на третьем месте и вышел в плей-офф, где в первом раунде разгромил со счётом 7:0 старейший футбольный клуб мира «Шеффилд», в финале был переигран «Лик Таун» со счётом 2:0 и вышел в Премьер дивизион Северной Премьер-лиги.
Завершив сезон 2014/15 на пятом месте «Илкстон» отправился в плей-офф за право вернуться в Северную Конференцию. В первом раунде был обыгран со счётом 1:0 «Уэркингтон», в финале же клуб уступил «Керзон Аштон» со счётом 0:1.
В 2017 году клуб был расформирован из-за долгов.
В июле 2017 года был создан новый клуб «Илкстон Таун».

## Достижения
- Премьер дивизион Северной Премьер-лиги:
  - Победитель плей-офф: 2008/09
  - Финалист плей-офф: 2014/15
- Первый дивизион Северной Премьер-лиги:
  - Вице-чемпион: 2004/05
- Первый южный дивизион Северной Премьер-лиги:
  - Победитель плей-офф: 2011/12